# Minuartia labillardieri
Minuartia labillardieri är en nejlikväxtart som beskrevs av John Isaac Briquet. Minuartia labillardieri ingår i släktet nörlar, och familjen nejlikväxter. Inga underarter finns listade i Catalogue of Life.